# Triainolepis hirtiflora
Triainolepis hirtiflora är en måreväxtart som beskrevs av Cornelis Eliza Bertus Bremekamp. Triainolepis hirtiflora ingår i släktet Triainolepis och familjen måreväxter. Inga underarter finns listade i Catalogue of Life.